# 양산도서관
양산도서관은 경상남도 양산시에 위치해 있는 도서관이다.

## 연혁
- 1991년 11월 7일 : 양산북부도서관 설치조례 공포(경상남도교육청 조례 제 2092호)
- 1992년 3월 3일 : 건물 준공 및 개관
- 1992년 9월 22일 : 양산도서관으로 명칭 변경(경남도교육청 조례 제 2176호)
- 2000년 4월 1일 : 장애인 편의시설 설치
- 2001년 2월 19일 : 경상남도 평생학습관 지정
- 2003년 4월 26일 : 디지털자료실 개설
- 2008년 12월 1일 : RFID(무인대출반납) 시스템 가동
- 2009년 3월 24일 : 오디오북 서비스 개시
- 2010년 9월 29일 : 2010전국도서관운영평가 문화체육관광부장관상 수상
- 2011년 8월 12일 : 웹 접근성을 반영한 홈페이지 개편, 신규 서버 구축
- 2013년 8월 1일 : 임시 도서관으로 이전
- 2015년 8월 : 도서관 신축 개관 예정

## 시설
2013년 8월 1일 임시 도서관 기준
- 1층 : 자료실 (종합, 어린이, 디지털)
- 2층 : 평생강좌, 도서정리실
- 3층 : 행정실, 독서회의실